# Lilian Camberabero
Pour les articles homonymes, voir Camberabero.
 (décembre 2015).
Pas d'image ? Cliquez ici

a Compétitions nationales et continentales officielles uniquement.

b Matchs officiels uniquement.
Dernière mise à jour le 29 décembre 2015.
Lilian Camberabero, né le 15 juillet 1937 à Saint-Vincent-de-Tyrosse et mort le 29 décembre 2015  à Lyon, est un joueur français de rugby à XV évoluant au poste de demi de mêlée. Il compte 13 sélections en équipe de France.

## Biographie
Né le 15 juillet 1937 à Saint-Vincent-de-Tyrosse et formé à l'US Tyrosse, Lilian Camberabero débute le rugby dès la cour de l'école avec comme mentor son instituteur André Desclaux.
A l'âge de 18 ans, il quitte avec son frère Guy, ses Landes natales, et arrive à La Voulte-sur-Rhône. Il ira après au CA Périgueux. Il compte 13 sélections en équipe de France, de 1964 à 1968, remporte le tournoi 1967, et surtout en 1968, année du premier Grand Chelem français. Ses tournées se firent en Nouvelle-Zélande en 1961 et en Afrique du Sud en 1967. Il possédait une passe très longue, facilitant ainsi le démarquage de son frère face aux lignes d'avants adverses.
Du fait de leur petit gabarit (1,64 m pour 64 kg), les Cambé tyrossais étaient également surnommés Les Lutins de La Voulte, ville avec laquelle ils furent aussi champions de France en 1970 (Guy en est alors le capitaine). Ce fut le seul titre majeur de cette cité.
Haut fait d'armes, le 11 février 1967 les Camberabero marquent tous les points de la France face à l'Australie, battue au stade de Colombes par 20 à 14.
Ils ont écrit le livre Le mot de passe, éd. Calmann-Lévy, 1971.
Lilian Camberabero entraîne plus tard de nombreux clubs : le CA Périgueux de 1976 à 1980, le CS Vienne de 1980 à 1982, le CS Bourgoin-Jallieu de 1982 à 1983, le club de La Roche de Glun de 1983 à 1984, le CA Perigueux de 1984 à 1985 puis l'ASPTT Marseille de 1985 à 1987[réf. nécessaire]. Il occupe également le rôle d'éducateur sportif au sein du comité Ardèche[réf. nécessaire], puis préside le comité pendant deux mandats[réf. nécessaire].
Il est conseiller municipal, adjoint aux sports, au Pouzin de 1995 à 2008.

## Palmarès
Avec La Voulte
- Championnat de France de première division :
  - Champion (1) : 1970[7]
  - Demi-finaliste (1) : 1965
- Challenge de l'Espérance :
  - Vainqueur (2) : 1963 et 1964
  - Finaliste (1) : 1965
- Challenge Yves du Manoir :
  - Demi-finalistes (1) : 1971